# Coenagrion interrogatum
Coenagrion interrogatum är en trollsländeart som först beskrevs av Hagen in Selys 1876.  Coenagrion interrogatum ingår i släktet blå flicksländor, och familjen sommarflicksländor. Inga underarter finns listade i Catalogue of Life.